# Opius glabripleurum
Opius glabripleurum är en stekelart som beskrevs av Fischer 1966. Opius glabripleurum ingår i släktet Opius och familjen bracksteklar. Inga underarter finns listade i Catalogue of Life.